# Olderfjord
Olderfjord (en sami septentrional: Leaibevuotna; en kven: Leipovuono) es un pueblo en Porsanger en el condado de Finnmark, Noruega. El pueblo se encuentra en la costa este de la Península de Porsanger, a lo largo de la orilla del Porsangerfjorden, a una altitud de 5 m sobre el nivel del mar.
El pueblo se encuentra en la intersección de las rutas E6 y E69 de Europa, aproximadamente 10 kilómetros (6,2 mi) al noroeste del pequeño  pueblo  de Kistrand, donde se encuentra el histórico Kistrand Church .